# Дяочань (фильм, 1958)
«Дяочань» (кит. трад. 貂蟬, пиньинь Diāo Chán, англ. Diau Charn или Diau Charn of the Three Kingdoms) — гонконгский музыкальный фильм-опера 1958 года режиссёра Ли Ханьсяна.
Первый цветной фильм гонконгской киностудии братьев Шао (на тот момент называвшейся Shaw & Sons), поставлен в стиле оперы хуанмэй по фрагменту одного из четырёх классических произведений китайского литературного канона, историческому роману Ло Гуаньчжуна «Троецарствие», повествующему о периоде, когда во II-III веках Восточная Хань стала распадаться на три государства Вэй, Шу и У.
Главная героиня фильма и персонаж романа — Дяочань, известна с эпитетом «Би Юэ» (кит. 閉月, bì yuè, «Затмевающая Луну») и является одной из так называемых «Четырёх великих красавиц Китая».

## Сюжет
190 год. Закат династии Восточная Хань.
Народ в страхе от действий жестокого министра-военачальника Дун Чжо, сжигающего города и лишающего людей крова.
Кругом беженцы. Потеряв в бегстве родителей, шестнадцатилетняя Дяочань в итоге добирается до столицы, где устраивается в группу музыкантш и танцовщиц министра Ван Юня. После того, как девушка, почувствовавшая печаль министра, практически спрашивает, что она может сделать для страны, министр решает использовать красавицу для избавления от тирана.
Представив девушку как свою дочь, во время визита во дворец Дун Чжо министр Ван обещает её в жёны его приёмному сыну, молодому генералу Люй Бу. Общаясь позже с самим Чжо и провоцируя того на восхищение девушкой, Ван Юнь параллельно «соглашается» отдать Дяо Шань в наложницы старому генералу, который тут же принимается организовывать её переселение. Обнаруживший «конкурента» Люй Бу протестует и в конечном итоге, умело подведённый к этому, убивает опекуна.
Однако Дяочань обнаруживает, что «служба» на этом не закончена — министр Ван Юнь выражает симпатию к молодому воину, однако заявляет, что ради блага страны будет спокойнее, если будет устранён и молодой Люй Бу, возможно, уже носящий в душе ростки жестокого властителя. Успевшая полюбить молодого человека красавица, которая должна убить его, заворожив танцем с мечами, в затруднении…

## В ролях
| Актёр                         | Роль            |
| ----------------------------- | --------------- |
| Линь Дай (вокал Цзин Тин)     | Дяочань         |
| Ян Чжицин (собственный вокал) | министр Ван Юнь |
| Ло Вэй                        | Дун Чжо         |
| Чжао Лэй (вокал Бао Фана)     | Люй Бу          |

## Съёмочная группа
- Компания производства: Shaw & Sons
- Продюсер: Шао Цуньжэнь[англ.]
- Режиссёр: Ли Ханьсян
- Режиссёрская группа: Ян Чжицин, Сит Пакчхиу, Чэнь Цижуй
- Сценарист: Као Ли
- Композитор: Ван Чунь
- Оператор: Альберт Ян Цзюнь
- Редактор картины: Цзян Синлун
- Язык: путунхуа
- Формат фильма: цветной 1,66:1, звук - моно
- Дата премьеры: 28 мая 1958 (Гонконг)

## Награды
5-й Азиатско-тихоокеанский кинофестиваль (1958) — премии в 5 категориях:
- Лучшая режиссура — Ли Ханьсян
- Лучшая женская роль — Линь Дай
- Лучший сценарий — Као Ли
- Лучшая оригинальная музыка к фильму — Ван Чунь
- Лучший монтаж — Цзян Синлун[3]